# 阿爾馬茲涅湖
阿爾馬茲涅湖（烏克蘭語：Алмазне озеро），是烏克蘭的湖泊，位於該國北部基輔州，長3.6公里、寬0.7公里，面積1.63平方公里，最大水深35米，該湖泊有大約10種魚類棲息。